# Märkische Eiszeitstraße

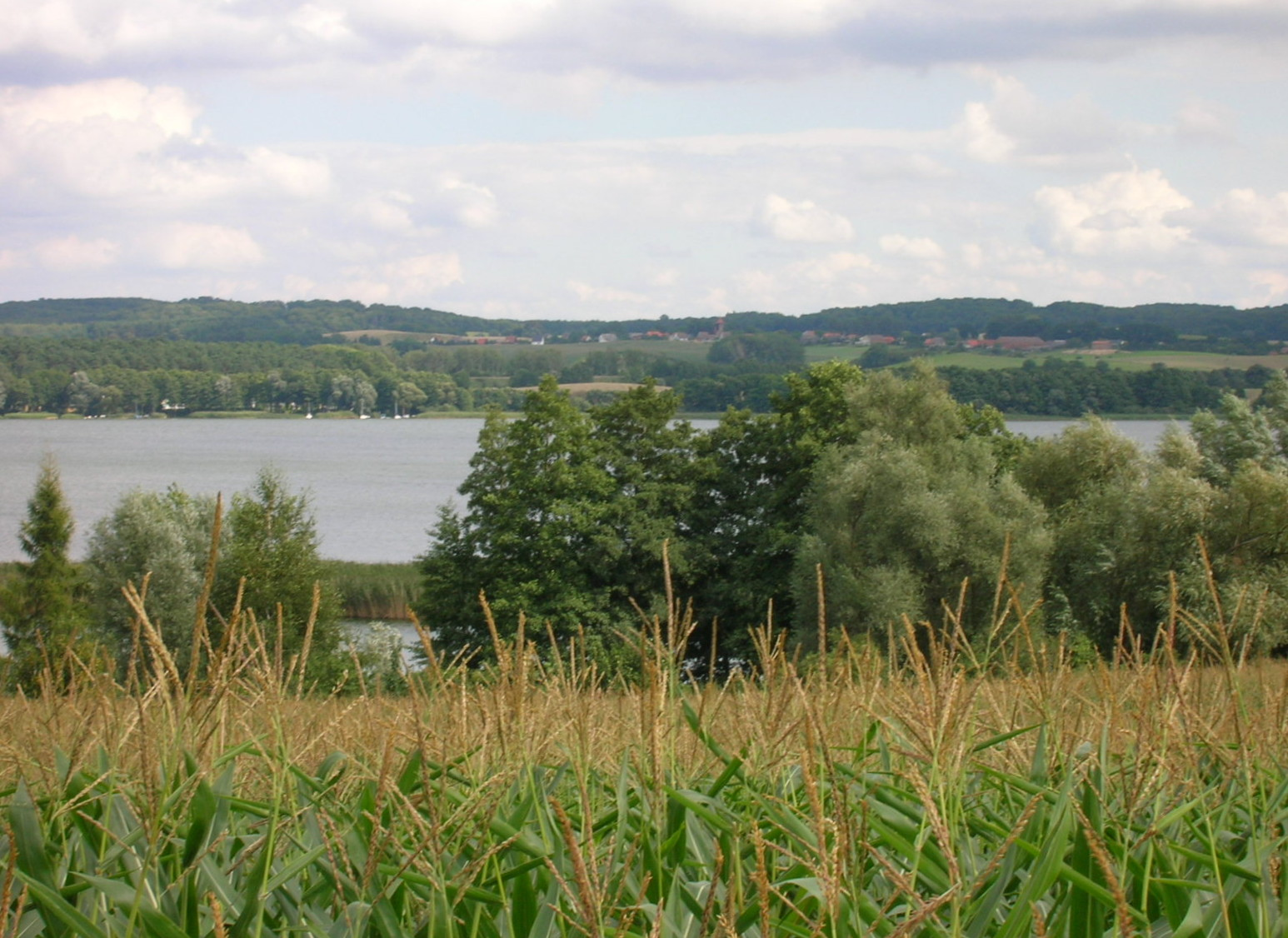

De Märkische Eiszeitstraße of Szlak epoki lodowcowej is een toeristische autoroute in Brandenburg, Duitsland. De 340 kilometer lange bewegwijzerde route uit 1997 loopt door de Landkreis Barnim, Märkisch-Oderland en Uckermark. De route loopt langs eindmorenen en meertjes uit de IJstijd.